# ハサミアジサシ属
ハサミアジサシ属（ハサミアジサシぞく、学名 Rynchops）は、鳥類チドリ目カモメ科の1属である。ハサミアジサシ（鋏鰺刺）と総称される。

## 特徴
アジサシ（同じカモメ科）に似るが、下嘴が上嘴より長く、水面ぎりぎりを飛翔しながら下嘴のみを水中に入れて魚など水生動物を捕食する。

## 系統と分類
ハサミアジサシ科 Rynchopidae の唯一の属とする説もあったが、分子系統からはカモメ属などからなるクレードの内部に位置し、カモメ科に含まれる。
Sibley分類では、カモメ科カモメ亜科（通常のカモメ科に相当）ハサミアジサシ族 Rynchopini の唯一の属とされていた。

## 種
3種が属す。
- Rynchops niger, Black Skimmer, クロハサミアジサシ
- Rynchops flavirostris, African Skimmer, アフリカハサミアジサシ
- Rynchops albicollis, Indian Skimmer, シロエリハサミアジサシ